# آشپزی ازبکی

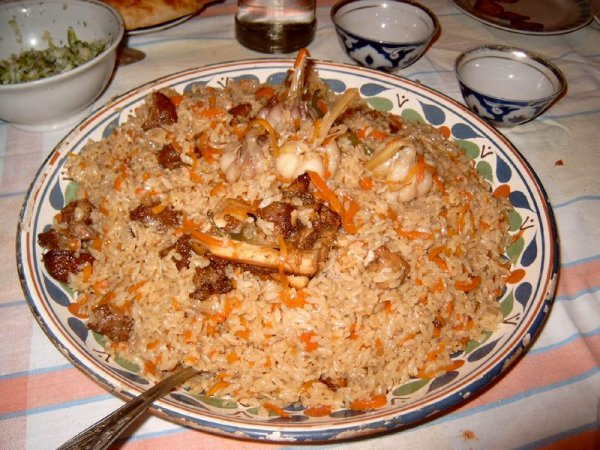
پلو (پیلاف)

آشپزی ازبکی (انگلیسی: Uzbek cuisine) از سنت‌های مردم ترک در سراسر آسیای مرکزی سهم می‌برد. ازبکستان مزارع غلات فراوانی دارد، از این رو نان و نودل از اهمیت ویژه‌ای در این آشپزی برخوردار است. عمده گوشت مصرفی در غذاهای ازبکی، گوشت گوسفند بوده که علت آن فراوانی تعداد گوسفندان این کشور است.